# (21477) Terikdaly
(21477) Terikdaly (1998 HX112) – planetoida z pasa głównego asteroid okrążająca Słońce w ciągu 4,09 lat w średniej odległości 2,56 j.a. Odkryta 23 kwietnia 1998 roku.